# Tiberiu Serediuc
Tiberiu Andrei Serediuc (Suceava, 2 luglio 1992) è un calciatore rumeno, centrocampista del Lotus Băile Felix.

## Carriera

### Club
Ha giocato nella prima divisione rumena con il Concordia Chiajna, il Botoșani e l'Hermannstadt.

### Nazionale
Ha giocato nelle nazionali giovanili rumene Under-17, Under-19 ed Under-21.

## Statistiche

### Presenze e reti nei club
Statistiche aggiornate al 25 ottobre 2021.
| Stagione                 | Squadra                  | Campionato               | Campionato | Campionato | Coppe nazionali | Coppe nazionali | Coppe nazionali | Coppe continentali | Coppe continentali | Coppe continentali | Altre coppe | Altre coppe | Altre coppe | Totale | Totale |
| Stagione                 | Squadra                  | Comp                     | Pres       | Reti       | Comp            | Pres            | Reti            | Comp               | Pres               | Reti               | Comp        | Pres        | Reti        | Pres   | Reti   |
| ------------------------ | ------------------------ | ------------------------ | ---------- | ---------- | --------------- | --------------- | --------------- | ------------------ | ------------------ | ------------------ | ----------- | ----------- | ----------- | ------ | ------ |
| lug.-dic. 2009           | Jiul Petroșani           | L2                       | 3          | 0          |                 | -               | -               |                    | -                  | -                  |             | -           | -           | 3      | 0      |
| gen.-mag. 2010           | Otopeni                  | L2                       | 5          | 1          |                 | -               | -               |                    | -                  | -                  |             | -           | -           | 5      | 1      |
| 2010-2011                | Otopeni                  | L2                       | 24         | 0          |                 | -               | -               |                    | -                  | -                  |             | -           | -           | 24     | 0      |
| 2011-2012                | Otopeni                  | L2                       | 24         | 3          | CR              | 2               | 0               |                    | -                  | -                  |             | -           | -           | 26     | 3      |
| Totale Otopeni           | Totale Otopeni           | Totale Otopeni           | 53         | 4          |                 | 2               | 0               |                    | -                  | -                  |             | -           | -           | 55     | 4      |
| 2012-2013                | Concordia Chiajna        | L1                       | 33         | 1          | CR              | 3               | 0               |                    | -                  | -                  |             | -           | -           | 36     | 1      |
| 2013-2014                | Concordia Chiajna        | L1                       | 28         | 4          | CR              | 1               | 1               |                    | -                  | -                  |             | -           | -           | 29     | 5      |
| 2014-2015                | Concordia Chiajna        | L1                       | 28         | 2          | CR+CdL          | 0+1             | 0               |                    | -                  | -                  |             | -           | -           | 29     | 2      |
| 2015-2016                | Concordia Chiajna        | L1                       | 29         | 4          | CR+CdL          | 1+2             | 0               |                    | -                  | -                  |             | -           | -           | 32     | 4      |
| 2016-2017                | Concordia Chiajna        | L1                       | 33         | 1          | CR+CdL          | 1+2             | 0+1             |                    | -                  | -                  |             | -           | -           | 36     | 2      |
| Totale Concordia Chiajna | Totale Concordia Chiajna | Totale Concordia Chiajna | 151        | 12         |                 | 11              | 2               |                    | -                  | -                  |             | -           | -           | 162    | 14     |
| 2017-2018                | Botoșani                 | L1                       | 22         | 0          | CR              | 3               | 0               |                    | -                  | -                  |             | -           | -           | 25     | 0      |
| 2018-2019                | Hermannstadt             | L1                       | 18         | 0          | CR              | 2               | 0               |                    | -                  | -                  |             | -           | -           | 20     | 0      |
| gen.-mag. 2020           | Turris Turnu Măgurele    | L2                       | 8          | 0          |                 | -               | -               |                    | -                  | -                  |             | -           | -           | 8      | 0      |
| 2020-2021                | Rodos                    | FL                       | 15         | 0          |                 | -               | -               |                    | -                  | -                  |             | -           | -           | 15     | 0      |
| 2021-2022                | FC Politehnica Iași      | L2                       | 9          | 0          | CR              | 0               | 0               |                    | -                  | -                  |             | -           | -           | 9      | 0      |
| Totale carriera          | Totale carriera          | Totale carriera          | 261        | 16         |                 | 18              | 2               |                    | -                  | -                  |             | -           | -           | 279    | 18     |